# Coffee shop

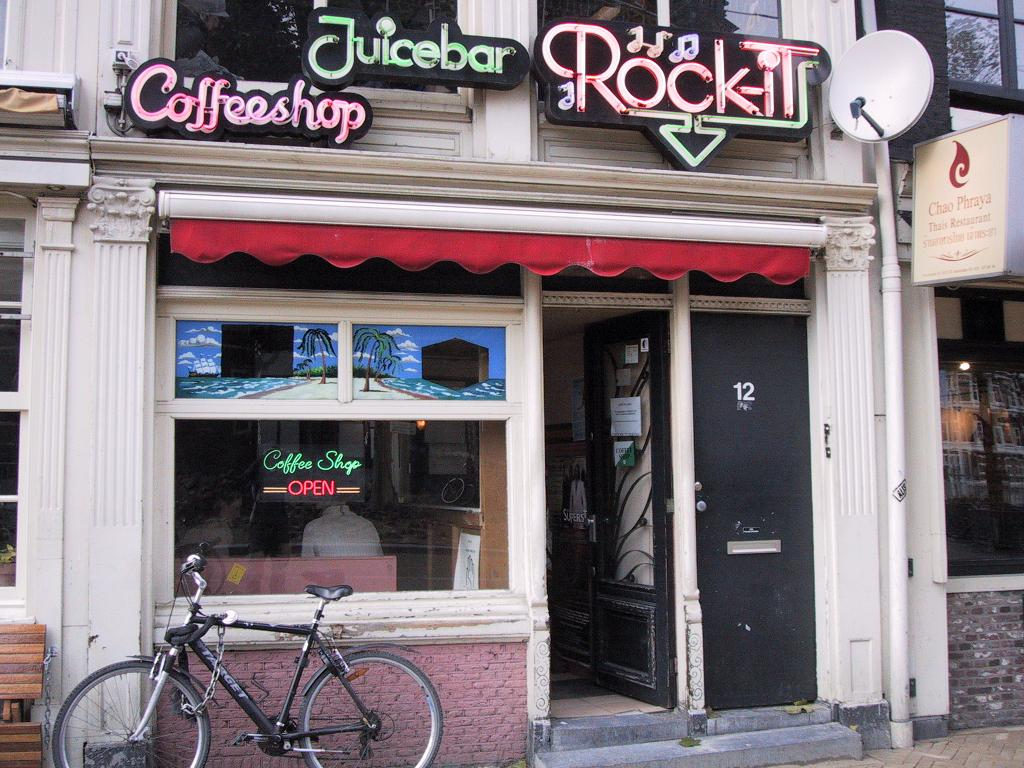
Intrarea într-un coffe shop din Amsterdam, Țările de Jos

Coffee shop este denumirea dată localurilor în care consumul recreativ de cannabis și hașiș este tolerată de autorități (denumirea în neerlandeză gedoogbeleid). Majoritatea localurilor se află în Țările de Jos.
Conform politicii drogurilor din Țările de Jos, produsele din canabis sunt tolerate și lăsate spre a fi vândute în localuri specializate cu licență. Pe lângă aceste produse, este permisă și vânzarea accesoriilor cum ar fi pipele, bong-urile sau hârtiile de rulat. În aceste localuri se servește și cafea sau alimente, pe când alcoolul în general nu. Drogurile tari sunt strict interzise. Idea de coffee shop a apărut în anii 1970 cu scopul explicit de a separa drogurile tari de cele ușoare.

În Țările de Jos, 105 din 443 de municipalități au cel puțin un coffee-shop (2002), iar numărul acestora se ridica în 2005 la aproximativ 729.

## Legea pentru coffee-shop

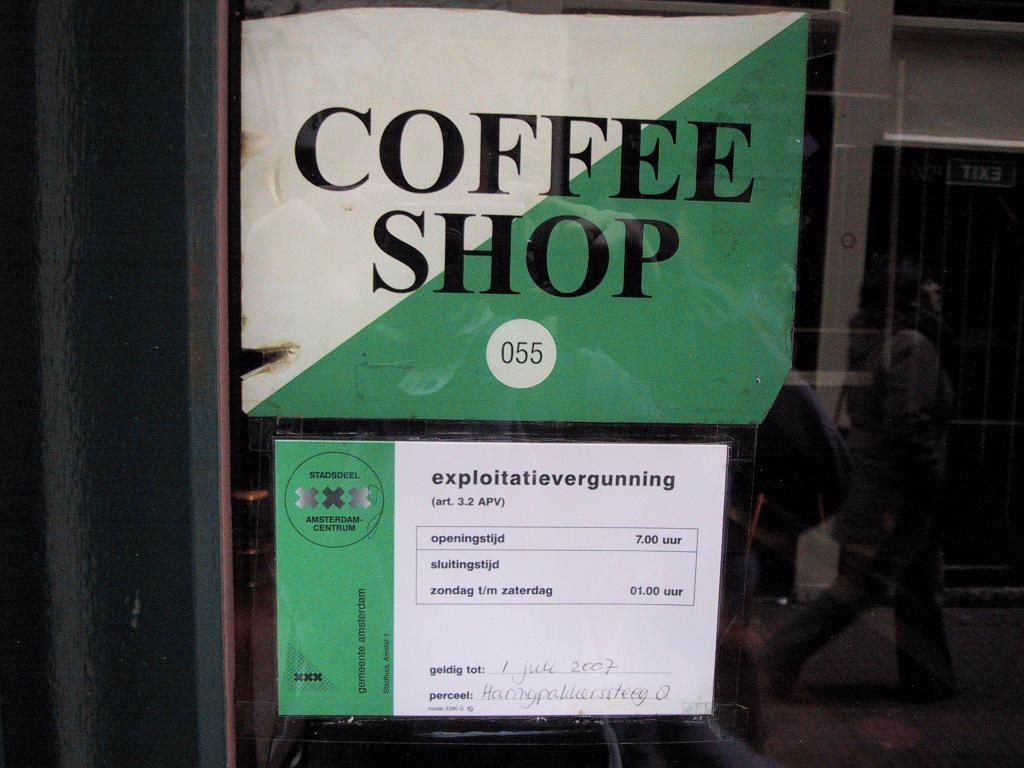
Licența unui Coffeeshop

### Reguli
În Țările de Jos vânzarea de canabis este ilegală ,dar nu se pedepsește, de aceea legea nu se aplică localurilor care urmează un set de reguli stricte ce interzic:
- drogurire tari;
- publicitatea;
- vânzarea către persoanele minore;
- vânzarea a mai mult de limita impusă (5 grame de persoană pe zi);
- deținerea în stoc a mai mult de 500 grame per coffee shop;
- deranjarea liniștii publice (inclusiv probleme minore ca cele legate de locurile de parcare din împrejurimi).

Nerespectarea regulilor duce la suspendarea licenței de funționare pe termen limitat sau nelimitat.
Din 2009 vânzarea produselor alimentare pe bază de canabis, de exemplu prăjiturile (engleză space cakes sau brownies), batoanele de ciocolată sau ceaiul, sunt interzise.Cu toate astea se găsesc cu ușurință localuri care încă mai comercializează.

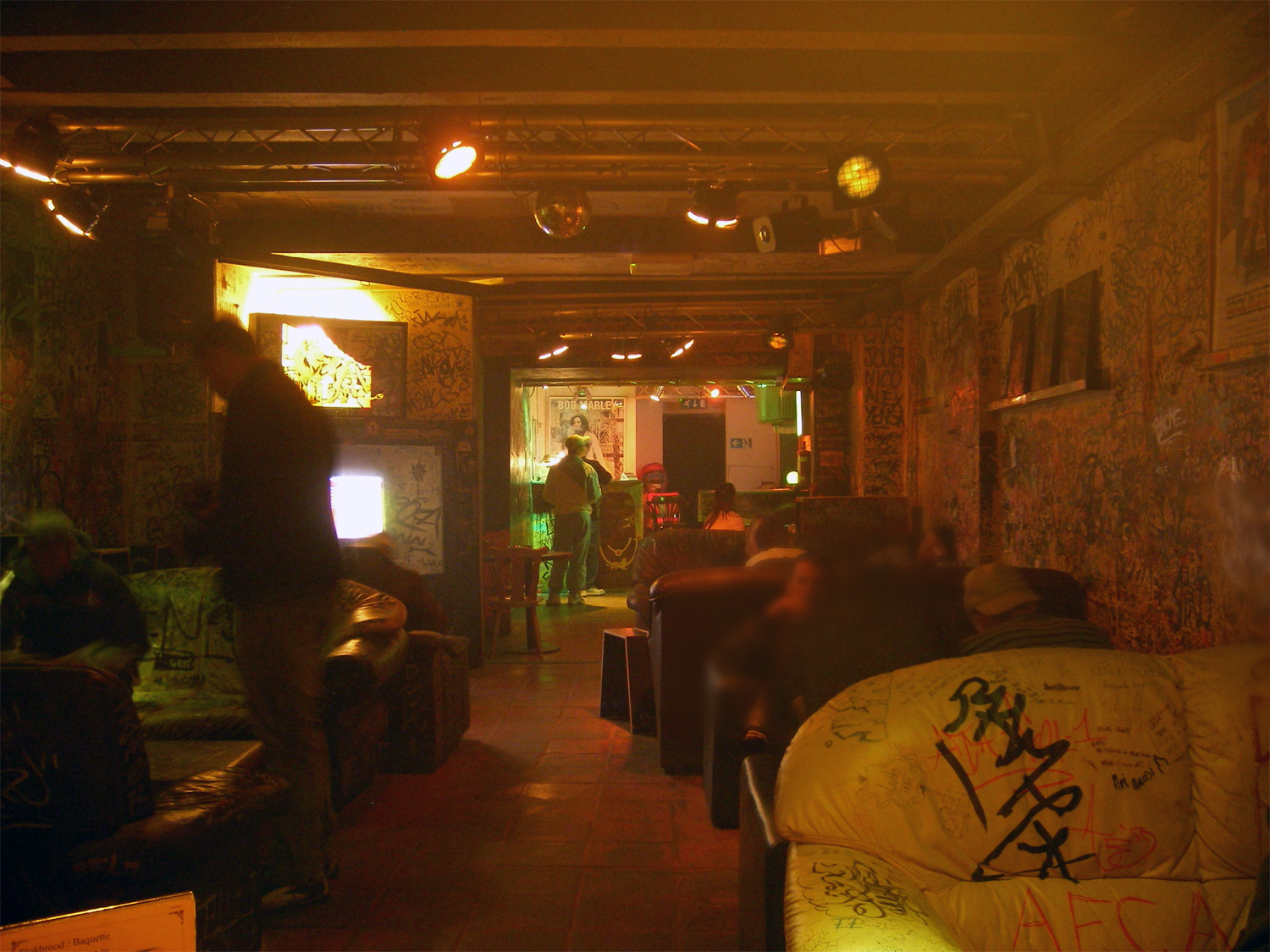
Un coffee shop în Maastricht

O situație în contradicție este permisivitatea vânzării de canabis de către coffee shop-uri, dar nu și a cumpărării. Acest lucru a fost dezbătut la o adunare a Organizației Municipalităților Neerlandeze (neerlandeză Vereniging van nederlandse gemeenten), în care s-a luat în considerare punerea în legalitate a cultivării plantelor pentru comercializare, dar și închiderea mai multor coffee shop-uri în special cele de lângă granițe.
În anul 2008 guvernul neerlandez a decis interzicerea vânzării de canabis în apropierea școlilor pe o rază de 250 metri. Acest lucru a dus la desființarea a 43 de coffee shop-uri din Amsterdam. Primarul Job Cohen a declarat că această normă nu ajută prea mult deoarece exista deja o lege în care se înterzicea vânzarea către minori.

### Legea fumatului în locuri publice
În Țările de Jos fumatul țigărilor de tutun în locuri publice a fost interzis pe data de 1 iulie 2008, ceea ce a dus la obligativitatea consumului țigărilor de marihuana ce au și tutun în compoziție (engleză joint) într-o cameră separată. Fumatul de canabis pur la bong sau pipă nu intră sub incidența acestei legi. În unele locuri separarea fumătorilor de nefumători se face ca și în orice alt bar sau restaurant.

## În afara Țărilor de Jos
1. În Danemarca coffee shop-urile din Orașul liber Christiania (Daneză: Fristaden Christiania) au fost interzise în anul 2006.
2. În ciuda legilor canadiene ce interzic utilizarea non-medicinală de canabis, în anumite orașe au fost tolerate barurile ce permiteau clienților să fumeze, cum ar fi The New Amsterdam Cafe din Vancouver sau The Kindred Kafe și The Hotbox Cafe din Toronto.
3. În Elveția anumite magazine vând bețigașe parfumate ce conțin marihuana.
4. În Marea Britanie s-au deschis coffee shop-uri experimentale pe termen scurt.
5. În Cehia, legile mai permisive dau o oarecare libertate la vânzare.
6. În 2009 în majoritatea orașelor mari din România s-au deshis localuri (magazine sau baruri) ce comercializează substanțe legale cu efecte asemănătoare canabisului.[5]